# Nicolas Meizonnet
Nicolas Meizonnet (nascido em 22 de dezembro de 1983) é um político francês. Membro do Reagrupamento Nacional (RN), desde 2020 representa o segundo círculo eleitoral do Gard na Assembleia Nacional.

## Carreira política
Meizonnet tornou-se membro da Assembleia Nacional quando Gilbert Collard foi eleito para o Parlamento Europeu. Como seu substituto, Meizonnet assumiu o seu lugar na assembleia.